# Cena con delitto - Knives Out
Cena con delitto - Knives Out (Knives Out) è un film del 2019 scritto e diretto da Rian Johnson.
Primo capitolo della serie cinematografica Knives Out e scritto come un moderno giallo deduttivo, il film è composto da un cast corale che comprende Daniel Craig, Chris Evans, Ana de Armas, Jamie Lee Curtis, Toni Collette, Don Johnson, Michael Shannon, Lakeith Stanfield, Katherine Langford, Jaeden Martell e Christopher Plummer.

## Trama
Boston, Massachusetts: la famiglia del famoso scrittore di romanzi gialli Harlan Thrombey è grande e alquanto disfunzionale. I componenti sono i figli di Harlan, Linda e Walter, con i rispettivi coniugi, Richard e Donna, e i figli, Hugh Ransom e Jacob; assieme a Joni, vedova del defunto figlio di Harlan, Neil, e sua figlia Meg; e, infine, l'anziana madre di Harlan, Nana. Altre persone vicine ad Harlan erano la domestica Fran e l’infermiera, Marta Cabrera. 
Un giorno Harlan Thrombey viene trovato morto nella propria camera con la gola tagliata, in una modalità che lascia pensare soltanto ad un suicidio. 
Una settimana dopo, i parenti sono convocati per essere interrogati: tutto lascia pensare che si sia trattato di suicidio, come pensano il detective Elliot e l’agente Wagner, ma secondo l’investigatore privato e consulente Benoit Blanc ci sono ancora troppe domande senza una risposta, prima fra tutte: perché quella mattina una busta anonima, piena di denaro, è stata recapitata alla porta del detective con la richiesta di investigare sul caso? L’anziano scrittore è stato trovato morto la mattina dopo aver festeggiato il proprio 85º compleanno, a cui aveva invitato tutti i membri dell'intera famiglia, e quindi, se non si è trattato di suicidio, possono essere sospettati tutti quanti di omicidio. 
Tra tutti, solo Marta sembra avere un alibi, dato che Walter ricorda di aver intravisto il padre, dopo che la ragazza era tornata a casa, verso la mezzanotte. La giovane ha uno strano disturbo di natura psicologica di cui soffre da quando è bambina, per il quale non può mentire senza vomitare; quindi, Benoit decide di farsi assistere da lei nelle indagini. In realtà Harlan si era davvero suicidato, ma solo per proteggere Marta: a causa di una distrazione, l’infermiera gli aveva somministrato una dose letale di morfina. Non trovando il naloxone necessario per salvare l’uomo, la donna aveva tentato di chiamare i soccorsi contrariamente alla decisione dell'anziano: lui lo aveva fatto per proteggere la sua infermiera, unica persona con cui aveva stretto un sincero legame di amicizia, e la di lei famiglia di origine, immigrata irregolarmente. Dopo averle fornito severe istruzioni sul da farsi, Harlan si è tagliato la gola, conscio che sarebbe morto comunque dopo pochi minuti. Durante le operazioni di dissimulazione, l’unica ad accorgersi della ragazza era stata l’anziana Nana che, vedendola, l’aveva scambiata per Ransom. 
Con alcuni accorgimenti, Marta riesce a sfruttare le indagini per distruggere gli indizi contro di lei, tra cui un video delle telecamere di sicurezza e delle impronte lasciate nel fango, ma non riesce ad impedire che uno dei cani porti al detective un pezzo del cornicione, rotto durante la scalata, e che scopra le tracce di fango sulla finestra e sul tappeto lasciate quando era entrata. 
Man mano che l’indagine procede vengono fuori nuovi indizi, così come nuove domande. Harlan, infatti, aveva scoperto che Richard tradiva Linda e il giorno prima del presunto suicidio lo aveva esortato a confessare; così come aveva scoperto che Joni l'aveva derubato con la scusa di pagare la retta scolastica di Meg e quindi intendeva tagliare i fondi alla donna; ancora, l'anziano scrittore aveva licenziato Walter, assunto come suo editore ma che voleva produrre degli adattamenti cinematografici dei romanzi del padre (cosa di cui egli era sempre stato contrario); e infine aveva litigato con Ransom dopo averlo escluso dal testamento. 
L'indagine viene interrotta dalla lettura del testamento: la famiglia scopre con orrore che Harlan ha lasciato tutto il suo denaro e tutte le sue proprietà a Marta, con il solo Ransom che trova la cosa divertente. 
Aggredita dai Thrombey, la ragazza riesce a scappare con l'aiuto di Ransom. Rimasti soli, l’uomo convince Marta a confessare la verità, sapendo che il nonno non si sarebbe mai suicidato e che la ragazza non può mentire. Afferma poi di volerla aiutare a patto di ottenere parte dell’eredità. Nel frattempo, la famiglia scopre che l’unico modo per riappropriarsi del denaro di Harlan è dimostrare che è stata Marta a ucciderlo, o fare in modo che venga messa sotto processo. Tra tutti, solo Meg sembra accettare la situazione, fino a che non scopre anche lei che sua madre aveva sprecato i soldi per la sua retta universitaria. Meg accetta quindi suo malgrado di provare a chiedere a Marta di restituire i soldi alla famiglia. 
La mattina dopo Marta viene importunata dalla stampa e da Walt, giunto alla sua porta con la velata minaccia di denunciare sua madre se lei non gli concederà l’eredità: la ragazza non cede, capendo che con i soldi che otterrà riuscirà anche a regolarizzare la propria situazione famigliare. Marta trova fra la posta una lettera anonima in cui è presente la fotocopia di una parte del referto tossicologico dell’autopsia di Harlan; poco dopo riceve una email anonima con un indirizzo e un orario. Ransom capisce che qualcuno intende ricattarla e la esorta a incontrare il misterioso mittente della lettera accettando le sue condizioni: solo così potrà assicurarsi che nessuno veda il referto, unica prova della sua colpevolezza. 
Nel frattempo, l’ufficio del medico legale viene distrutto da un incendio: Marta e Ransom, visti sul luogo, vengono inseguiti e fermati da Blanc e dalla polizia che arresta Ransom, denunciato dalla anziana Nana che afferma di averlo visto tornare a casa la notte dell'omicidio. Marta è costretta ad accompagnare il detective in centrale ma, con una scusa, si reca al luogo dell’appuntamento – una lavanderia abbandonata –. Qui Marta trova Fran colpita da un’overdose di morfina che, prima di svenire, le sussurra "Tu... Colpevole". Rifiutando di lasciare morire anche lei, Marta chiama l’ambulanza e, una volta in ospedale, confessa a Blanc la verità. Il detective allora la riporta a casa di Harlan per permetterle di chiedere scusa alla famiglia dello scrittore. 
Giunti a destinazione, i due scoprono l’ubicazione del referto tossicologico originale, nel nascondiglio di Fran conosciuto solo dall'infermiera e da Meg. Una volta letto, Benoit impedisce a Marta di confessare e la fa portare in salotto assieme a Ransom. Qui il detective rivela che l’esame tossicologico è risultato negativo, perciò Harlan non stava morendo di overdose, e questo fornisce al detective il tassello finale per risolvere il caso. 
Dopo aver scoperto l'identità della beneficiaria dell'eredità, Ransom si era allontanato dalla festa, tornando poi indietro e, utilizzando lo stesso percorso utilizzato successivamente da Marta per crearsi un alibi (evitando però di camminare sul fango), aveva raggiunto la camera di Harlan, aveva scambiato il contenuto dei flaconi dei due farmaci e rubato il naloxone, venendo nel frattempo visto da Nana. La mattina seguente, dopo aver scoperto che il nonno sembrava essersi suicidato, Ransom aveva assunto anonimamente Blanc affinché capisse che non si era trattato di un semplice suicidio. 
Durante il funerale del nonno era tornato a casa per recuperare i flaconi manomessi, non potendo farlo in altro momento, venendo tuttavia visto da Fran, la quale lo aveva poi ricattato con la lettera contenente parte del referto tossicologico, ottenuto grazie a una propria parente che lavora per il medico legale. Ricevuta la lettera ricattatoria, Ransom si era rasserenato credendo che l’esame tossicologico avrebbe dimostrato la colpevolezza di Marta ma, dopo averla aiutata a fuggire alla lettura del testamento e sentitone la confessione, si era reso conto che questa non aveva somministrato alcunché di letale a Harlan: grazie alla sua bravura come infermiera, aveva iniettato i due farmaci non basandosi sull'etichetta ma sul colore e sulla viscosità dei due liquidi. Ranson ha deciso di cambiare piano, fingendo di aiutarla per poi incastrarla, bruciando inoltre l’ufficio del medico legale per distruggere le prove dell’innocenza di Marta, e inoltrandole la lettera di Fran (a cui aveva strappato la parte con le coordinate dell'appuntamento, posticipandolo di due ore nell'email anonima che aveva poi inviato a Marta); si era incontrato con quest’ultima in lavanderia, dove le aveva iniettato la dose di morfina e bruciato il referto tossicologico (in realtà una copia) che la domestica si era portata con sé, con l’intenzione di chiamare anonimamente la polizia e incastrare Marta per l’omicidio di Fran. Tuttavia Marta, una volta arrivata, al contrario di quanto lui sperava si è rifiutata di abbandonare Fran (che aveva detto in realtà "Hugh... colpevole", nome che solo la servitù della casa usava per riferirsi a lui) rovinandogli il piano, anche perché con il suo arresto non ha potuto fare la telefonata alla polizia. Proprio mentre Benoit finisce di raccontare la storia, una telefonata dall'ospedale avverte Marta che Fran si è risvegliata. Inoltre, ora che la polizia ha trovato il referto tossicologico che Fran aveva nascosto per sicurezza, Marta è scagionata dall'accusa di omicidio. 
Con le spalle al muro, Ransom ammette tutto, ma non si mostra troppo preoccupato, perché gli unici crimini che ha veramente compiuto sono l'aggressione a Fran e l'incendio, mentre non è imputabile della morte di Harlan in quanto suicida. Ma a gelare la sua sicurezza è Marta, che, vomitandogli in faccia, indica la sua stessa bugia: Fran in realtà è morta, quindi Ransom ha appena ammesso un omicidio e i detective stavano registrando tutto. Senza più nulla da perdere, l’uomo afferra un coltello da una grande scultura ornamentale fatta di lame e pugnala Marta: fortunatamente si tratta di uno dei coltelli da scena collezionati da Harlan e quindi Marta rimane illesa, mentre Ransom viene arrestato. 
Rimasti soli, Benoit confessa all'infermiera di aver sempre saputo che lei era coinvolta grazie a una macchia di sangue sulla sua scarpa, ma aveva anche capito che, essendo la ragazza una brava persona, non poteva aver commesso un omicidio volontariamente, quindi l’aveva tenuta vicino a sé per proteggerla e capire come aiutarla. Prima di andarsene, il detective le ricorda che è stato proprio il suo buon cuore a farla vincere. Riguardo la famiglia, il detective le dice che ha le sue idee su cosa andrebbe fatto ma che invece è probabile che lei segua il suo buon cuore. Mentre Ransom viene portato via, i Thrombey, anche loro senza più alcunché (Linda inoltre, grazie a un biglietto scritto con inchiostro simpatico dal padre, scopre il tradimento del marito), restano in giardino mentre Marta esce sulla terrazza e, guardandoli dall'alto beve dalla tazza personale di Harlan, messa in risalto all'inizio del film, con scritto: "My house, my rules, my coffee".

## Produzione
Originariamente il film, su di cui il regista stava lavorando dai tempi di Brick - Dose mortale nel 2005, avrebbe dovuto essere il film successivo di Johnson dopo Looper, del 2012. Il regista ha citato come sue fonti d'ispirazione per il film i gialli Un rebus per l'assassino (1973), Assassinio sull'Orient Express (1974), Invito a cena con delitto (1976), Assassinio sul Nilo (1978), Assassinio allo specchio (1980), Trappola mortale (1981), Delitto sotto il sole (1982), Signori, il delitto è servito (1985) e Gosford Park (2001).
Le riprese sono cominciate a Boston nell'ottobre del 2018 e si sono concluse nel dicembre dello stesso anno. Il film è stato girato anche in altre località del Massachusetts come Marlborough, Natick, Wellesley, Maynard, Waltham, Medfield e Canton, luoghi in cui era possibile trovare l'ambientazione "britannica" che il regista cercava. Durante le riprese, M. Emmet Walsh ha sostituito Ricky Jay nel ruolo di Proofroc, il guardiano della tenuta Thrombey, a causa dell'improvvisa morte di quest'ultimo.
Il budget del film è stato di 40 milioni di dollari.

## Promozione
Il primo trailer è stato diffuso online il 2 luglio 2019, seguito il 18 settembre dal secondo.

## Distribuzione
Il film è stato presentato in anteprima al Toronto International Film Festival il 7 settembre 2019. È stato distribuito nelle sale cinematografiche statunitensi da Lionsgate a partire dal 27 novembre seguente. In Italia è stato distribuito a partire dal 5 dicembre 2019 da Leone Film Group e 01 Distribution, dopo essere stato il film di chiusura del 37° Torino Film Festival dieci giorni prima.

### Distribuzione italiana
La direzione del doppiaggio è a cura di Rodolfo Bianchi, su dialoghi di Valerio Piccolo, per conto dello Studio Emme spa.

## Accoglienza

### Incassi
Il film ha incassato 165,4 milioni di dollari in Nord America e 147,5 milioni nel resto del mondo, per un totale di 312,9 milioni. In Italia ha incassato 5 milioni di euro.
Durante il suo primo fine settimana di programmazione negli Stati Uniti, il film ha incassato 27,2 milioni, finendo secondo dietro a Frozen II - Il segreto di Arendelle ed eccedendo le precedenti previsioni sugli incassi, che avevano calcolato un incasso tra i 22 e i 25 milioni lungo cinque giorni. Ha poi terminato tale periodo con un totale di 41,7 milioni.

### Critica
Sull’aggregatore di recensioni Rotten Tomatoes, il film ha una percentuale di gradimento del 97% basata su 474 recensioni da parte della critica, con una media dell'8.3, mentre su Metacritic ha un punteggio di 82 su 100, basato su 52 recensioni, indicando "plauso universale".
Stephanie Zacharek, scrivendo per il Time, l'ha inserito tra i 10 migliori film dell'anno.

## Riconoscimenti
- 2020 - Premi Oscar[25]
  - Candidatura per la migliore sceneggiatura originale a Rian Johnson
- 2020 - Golden Globe[26]
  - Candidatura per il miglior film commedia o musicale
  - Candidatura per il miglior attore in un film commedia o musicale a Daniel Craig
  - Candidatura per la miglior attrice in un film commedia o musicale a Ana de Armas
- 2020 - Premi BAFTA[27]
  - Candidatura per la migliore sceneggiatura originale a Rian Johnson
- 2019 - Chicago Film Critics Association Awards[28]
  - Candidatura per la miglior scenografia
  - Candidatura per la miglior sceneggiatura originale a Rian Johnson
- 2019 - National Board of Review Awards[29]
  - Migliori dieci film dell'anno
  - Miglior cast
- 2019 - San Diego Film Critics Society Awards[30][31]
  - Miglior cast
  - Candidatura per la miglior performance comica a Daniel Craig
  - Candidatura per la miglior sceneggiatura originale a Rian Johnson
- 2019 - Satellite Award[32]
  - Candidatura per il miglior film commedia o musicale
  - Candidatura per il miglior attore in un film commedia o musicale a Daniel Craig
  - Candidatura per la migliore attrice in un film commedia o musicale a Ana de Armas
  - Candidatura per il miglior cast
- 2020 - Critics' Choice Awards[33]
  - Candidatura per il miglior cast corale
  - Candidatura per la miglior sceneggiatura originale a Rian Johnson
  - Candidatura per il miglior film commedia

## Sequel
Il 31 marzo 2021 è stato annunciato che Rian Johnson svilupperà due seguiti per Netflix, con Daniel Craig che tornerà come Benoit Blanc. Le riprese del secondo capitolo sono iniziate il 28 giugno in Grecia.
Il film Glass Onion: Knives Out è stato distribuito in tutto il mondo su Netflix a partire dal 23 dicembre 2022.